# 23735 Cohen
23735 Cohen è un asteroide della fascia principale. Scoperto nel 1998, presenta un'orbita caratterizzata da un semiasse maggiore pari a 2,2847453 UA e da un'eccentricità di 0,1527587, inclinata di 6,21203° rispetto all'eclittica.